# Il ladro di Parigi
Il ladro di Parigi (Le Voleur) è un film del 1967 diretto da Louis Malle, con Jean-Paul Belmondo e Geneviève Bujold.
La storia del film è tratta dal romanzo di Georges Darien: Il ladro.

## Trama
Parigi, ultimi anni del diciannovesimo secolo. Per vendicarsi del suo tutore che lo ha derubato del patrimonio e gli ha rifiutato la mano della figlia Carlotta, il giovane George compie il primo furto della sua vita. La perfetta riuscita del colpo e la facilità con la quale è entrato in possesso di una forte somma, inducono il giovane a compiere altre imprese ladresche. Conosciuto un falso abate che è a capo di una banda di ladri, George apprende tutti i segreti del mestiere ed in breve tempo diventa uno specialista dello scasso. Raggiunto da Carlotta, la quale ha abbandonato il padre per venire a vivere con lui, George riesce ad introdursi al fianco della fanciulla nei più eleganti circoli mondani, dove non gli è difficile captare utili informazioni per i suoi colpi. Alla morte del padre di Carlotta, George, scoprendo che il vecchio ha diseredato la fanciulla ed ha destinato a scopi benefici le sue sostanze, falsifica il testamento in modo da entrare in possesso di tutta l'eredità. Ormai ricchi, i due giovani potrebbero condurre una esistenza tranquilla, ma George è insoddisfatto: il furto è diventato per lui una ragione di vita, non può farne a meno. Sarà proprio Carlotta a procurargli l'occasione per un grosso colpo, lasciandolo libero di seguire l'unica strada attraverso la quale riesce ad esprimere veramente se stesso ed essere felice.

## Critica
All'epoca della sua uscita nelle sale cinematografiche, il film ottenne un buon parere e grandi recensioni da parte della critica, che apprezzò molto le intense performance degli attori, guidati da Jean-Paul Belmondo, l'accuratezza delle scenografie, la suggestione delle ambientazioni ottocentesche, ben ricostruite dallo scenografo Jacques Saulnier, e la buona regia di Louis Malle.